# Emanoil Ciuntuleac

Arhimandritul Emanoil Ciuntuleac.

Emanoil Ciuntuleac (n. 12 iulie 1846, Cernăuți, Imperiul Austriac – d. 3/16 iulie 1903, Cernăuți, Austro-Ungaria) a fost un arhimandrit român, care a fost ales ca deputat în Dieta Bucovinei (1898–1901).

## Biografie
Emanoil Ciuntuleac s-a născut în 12 iulie 1846, la Cernăuți, în familia lui Teodor Ciuntuleac, oficiant la Tribunalul Țării din Cernăuți. A primit la botez numele de Ilie. A urmat studii gimnaziale la Cernăuți, apoi studii teologice la Institutul Teologic din Cernăuți, pe care le-a absolvit în 1871. Imediat după absolvirea studiilor, s-a căsătorit cu Ilaria, fiica preotului Gheorghe Popovici din Hatna.
La 27 noiembrie 1871 a fost hirotonit ca preot. Prin Decretul Consistoriului Episcopesc nr. 5212 din 7/19 ianuarie 1872 a fost rânduit ca preot de ajutor la Hatna, unde era paroh socrul său. Preotul Ilie Ciuntuleac a devenit văduv la sfârșitul anului 1872, după un singur an de căsătorie. În mai 1873 a fost transferat ca preot de ajutor la Vicovu de Sus, unde a rămas până în octombrie 1876 când a fost numit profesor de religie (catihet) la Școala Normală din Cernăuți. În noiembrie 1879 a fost transferat pe postul de profesor de religie (catihet) la Gimnaziul de stat din Cernăuți. În 1880 a fost hirotesit exarh episcopal, iar în 1888 protosinghel.
Prin decretul nr. 1064 din 15 iulie 1888, Emanoil Ciuntuleac a fost numit de mitropolitul Iosif Naniescu al Moldovei în funcția de proistos al asistenților de la Mănăstirea „Sfântul Ioan cel Nou” de la Suceava, fiind primul proistos cu studii teologice înalte. El și-a preluat oficial funcția la 8 septembrie 1888. În 1890 a fost hirotesit arhimandrit stavrofor. Ca urmare a relațiilor bune pe care le avea cu guvernul austriac, a reușit să facă multe îmbunătățiri la mănăstirea pe care o conducea. În anul 1898, arhitectul austriac Karl Romstorfer a început să efectueze o serie de lucrări de restaurare a întregului complex mănăstiresc.
În iulie 1893 a fost ales ca membru în comitetul de conducere al societății politice „Concordia”. La alegerile dietale din 1898, a fost nominalizat candidat guvernamental în alegeri, obținând 57 voturi față de cele 20 voturi obținute de moșierul armean Varteres Pruncul și fiind ales ca deputat în Dieta Bucovinei din partea cercului electoral al comunelor rurale Suceava. Publicistul și omul politic transilvănean Valeriu Braniște, care a locuit în Bucovina în perioada 1897–1900, l-a întâlnit pe Ciuntuleac cu prilejul unei vizite la mănăstirile din această regiune și l-a descris în lucrarea memorialistică Amintiri din închisoare (însemnări contimporane și autobiografia), scrisă în anul 1918 și publicată postum abia în 1972, ca un monah îmbrăcat elegant, după moda vremii, amator de chefuri și „farsor politic”.
Emanoil Ciuntuleac a decedat în urma unui atac de apoplexie la 3/16 iulie 1903, la Cernăuți, și a fost înmormântat la 6/19 iulie 1903 în cimitirul orașului, după o slujbă religioasă solemnă oficiată de Vladimir de Repta, arhiepiscopul Cernăuților și mitropolitul Bucovinei și Dalmației, asistat de 12 preoți și 2 diaconi. Cuvântarea funebră a fost ținută de preotul Adrian Bocca.